# Die Herrenreiterin
Die Herrenreiterin (Originaltitel: La padrona è servita) ist ein italienischer Spielfilm von Mario Lanfranchi aus dem Jahr 1976.

## Handlung
Nach dem Tod ihres Mannes und aufgrund hoher Schulden muss Angela die Familienvilla verkaufen. Hier lebt sie mit ihrer kleinen Schwester Claudia, ihrer Schwiegermutter, der Gräfin, und deren Töchtern Olga und Lina sowie Köchin Sultana. Käufer der Villa ist der Emporkömmling Domenico Cardona, der sein Geld mit der Produktion von Ziegeln gemacht hat. Er zieht mit seinem schüchternen Sohn Daniele in die Räume im Erdgeschoss, während die Frauen die Räume im Obergeschoss nutzen dürfen.
Olga, Lina, Claudia und Sultana finden schnell Gefallen am zurückhaltenden Daniele und versuchen jede auf ihre Art, ihn zu verführen, doch zieht sich Daniele stets zurück. Er findet Zuflucht bei Angela, die als einzige der Frauen arbeitet, um die Familie zu ernähren. Sie ist als Übersetzerin tätig. Eines Tages trifft sich Daniele mit seinem besten Freund Leo, um heimlich Erotikmagazine anzusehen. Olga, Lina und Claudia sehen die beiden und eilen lachend davon. Sie glauben, Daniele sei homosexuell, was auch seine Ablehnung ihrer Annäherungsversuche erklären würde. Eines Tages wollen die Frauen mit Cardona und Daniele in die Oper. Daniele bittet Olga, ihm beim Binden der Fliege zu helfen. Als sie Andeutungen über sein Liebesleben macht, stürzt er sich auf sie und schläft mit ihr. Cardona wiederum versucht nach dem Opernbesuch Angela zu verführen, doch weist sie ihn ab. Daniele verbringt den nächsten Tag mit Angela und sieht ihr abends heimlich beim Auskleiden zu. Sie schickt ihn aus dem Zimmer, als sie schlafen will, sucht ihn jedoch später in seinem Zimmer auf. Beide verbringen die Nacht zusammen. Umso enttäuschter ist Daniele, als Angela mit Cardona nach Paris geht, um ihm geschäftlich als Dolmetscherin behilflich zu sein. Beide verlängern ihren Aufenthalt in Paris und Claudia erklärt dem verzweifelten Daniele, dass ihre Schwester nichts für ihn ist. Sie sei stets gefühlskalt, berechnend und eine „Herrenreiterin“ gewesen.
Angela und Cardona kehren als Ehepaar aus Frankreich zurück. Da Danieles bester Freund Leo inzwischen nach Australien gegangen ist, hält den jungen Mann nichts mehr in Italien. Nachdem er sich eine Zeitlang ausschließlich der Arbeit im Ziegelunternehmen des Vaters gewidmet hat, geht er für längere Zeit in die USA, um dort ein Seminar im Businessmanagement zu besuchen. Cardona ist seine Arbeit in der Zwischenzeit ziemlich egal. Von Angelas Wankelmütigkeit gelangweilt, wendet er sich ihren Schwägerinnen zu. Beim Versuch, die streng religiöse Lina zu entjungfern, stirbt Cardona an einem Herzinfarkt. Pünktlich zur Beisetzung ist Daniele zurück in Italien. Während die Frauen zu trauern vorgeben, bespricht Daniele mit Angela hinter dem Leichenwagen hergehend, wie der Reichtum des Vaters am besten vor dem Fiskus gerettet werden kann.

## Produktion
Die Herrenreiterin kam 1976 unter anderem in die italienischen und die portugiesischen Kinos und lief am 16. September 1983 auch in den deutschen Kinos an. RTL plus zeigte den Film am 15. Januar 1989 erstmals im deutschen Fernsehen. Im Jahr 2006 erschien der Film auf DVD.
Die Kostüme des Films schuf Maria Baroni, die Filmbauten stammen von Guido Josia.

## Kritik
Für den film-dienst war Die Herrenreiterin ein „billiger Trivialfilm mit einigen Soft-Sexeinlagen.“